# Kazimierz Górski
 (octobre 2022).
Si vous disposez d'ouvrages ou d'articles de référence ou si vous connaissez des sites web de qualité traitant du thème abordé ici, merci de compléter l'article en donnant les références utiles à sa vérifiabilité et en les liant à la section « Notes et références ».
Pour les articles homonymes, voir Gorski.

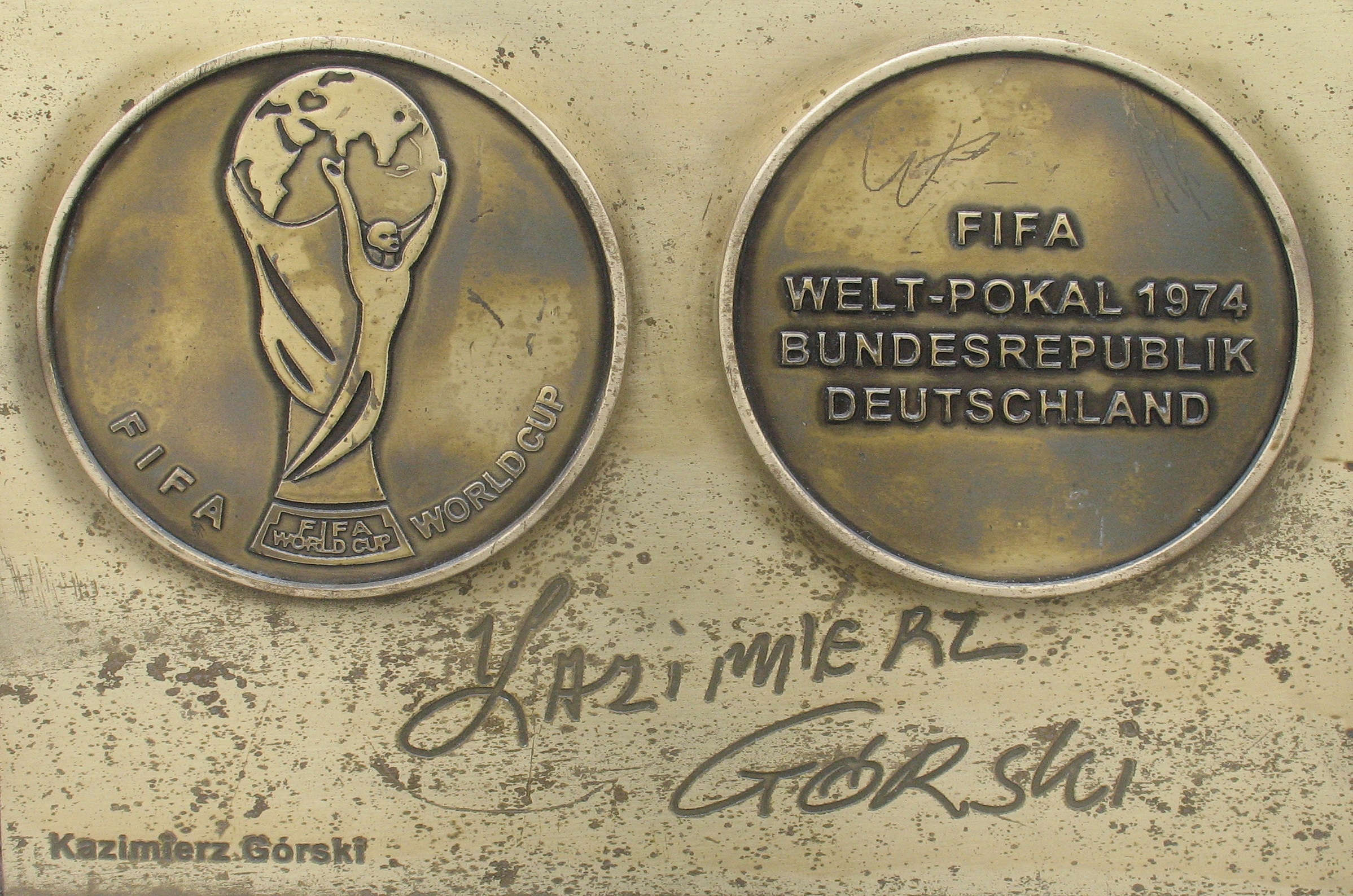
Médaille et autographe de Górski sur l'.

Kazimierz Klaudiusz Górski, né le 2 mars 1921 à Lwów en Pologne (maintenant en Ukraine), et mort le 23 mai 2006, est un footballeur polonais (attaquant, notamment au Legia Varsovie) devenu par la suite entraîneur.

## Biographie
Kazimierz Górski naît et grandit dans le quartier de Bogdanivka à Lviv, au sein d'une famille ouvrière, au 83 de la rue Gródecka. Son père, Maksymilian, travaille dans un atelier ferroviaire, s'implique dans le sport et la politique, est défenseur de Lviv en 1918, membre du Parti socialiste polonais et Piłsudskiite, tandis que sa mère, Zofia née Petryst, est femme au foyer. Il est l'aîné d'une fratrie de sept enfants, dont deux frères, Jan (né en 1928) et Bolesław (né en 1930), et quatre sœurs, Jadwiga (née en 1924), Helena (née en 1925), Anna (née en 1926) et Łucja (née en 1933). Avant la guerre, il est diplômé d'une école technique de mécanique. Après l'occupation de Lviv par l'Armée rouge, il travaille comme mécanicien dans une coopérative de travail. Pendant l'occupation allemande, il travaille dans des ateliers ferroviaires. Après la réoccupation par les Russes, il s'est porté volontaire pour l'armée polonaise et sa famille est partie pour Szczecin. En 1944, il sert dans le 8e régiment d'infanterie de réserve stationné à Majdanek, puis dans le 1er régiment d'infanterie de réserve, avec lequel il rejoint Varsovie. En 1946, il termine son service militaire et occupe un emploi à la Chambre du Trésor. Il y travaille pendant plusieurs mois. À partir de 1951, il est employé à plein temps au Legia Varsovie.

### carrière d'entraîneur
Après avoir coaché notamment le Legia Varsovie et le ŁKS Łódź, il a entraîné l'équipe de Pologne entre 1970 et 1976, décrochant une médaille d'or aux Jeux olympiques de 1972 et une troisième place à la coupe du monde 1974. Son bilan à la tête de la sélection est de 45 victoires en 73 matches.
Górski a ensuite exercé son métier d'entraîneur en Grèce, notamment au Panathinaikos et à l'Olympiakos.
Par la suite, il est devenu vice-président puis président (entre 1991 et 1995) de la Fédération polonaise de football (la PZPN).
Il est décédé d'un cancer le 23 mai 2006 à l'âge de 85 ans.